# Desmiphora multicristata
Desmiphora multicristata là một loài bọ cánh cứng trong họ Cerambycidae.